# NFL 1933
Die NFL-Saison 1933 war die 14. Saison der US-amerikanischen Footballliga National Football League (NFL). Meister der Liga wurden die Chicago Bears.
Mit den Philadelphia Eagles, den Pittsburgh Pirates und den Cincinnati Reds nahmen drei neue Teams an der Liga teil. Die Boston Braves nannten sich in Boston Redskins um. Die Staten Island Stapletons nahmen nicht mehr teil.
Auf Grund des Erfolges des „Endspieles 1932“ wurden in der Saison 1933 die Mannschaften auf zwei Division aufgeteilt. Die Sieger der beiden Division spielten dann den Meister aus.
In der gleichen Saison begann die NFL eigene Regeln einzuführen und sich so vom College Football zu unterscheiden.

## Tabelle

### Regular Season
| Eastern Division    | Eastern Division | Eastern Division | Eastern Division | Eastern Division | Eastern Division | Eastern Division |
| Team                | S                | N                | U                | SQ 1             | P+               | P−               |
| ------------------- | ---------------- | ---------------- | ---------------- | ---------------- | ---------------- | ---------------- |
| New York Giants     | 11               | 3                | 0                | 0,786            | 244              | 101              |
| Brooklyn Dodgers    | 5                | 4                | 1                | 0,556            | 93               | 54               |
| Boston Redskins     | 5                | 5                | 2                | 0,500            | 103              | 97               |
| Philadelphia Eagles | 3                | 5                | 1                | 0,375            | 77               | 158              |
| Pittsburgh Pirates  | 3                | 6                | 2                | 0,333            | 67               | 208              |

| Western Division    | Western Division | Western Division | Western Division | Western Division | Western Division | Western Division |
| Team                | S                | N                | U                | SQ 1             | P+               | P−               |
| ------------------- | ---------------- | ---------------- | ---------------- | ---------------- | ---------------- | ---------------- |
| Chicago Bears       | 10               | 2                | 1                | 0,833            | 133              | 82               |
| Portsmouth Spartans | 6                | 5                | 0                | 0,545            | 128              | 87               |
| Green Bay Packers   | 5                | 7                | 1                | 0,417            | 170              | 107              |
| Cincinnati Reds     | 3                | 6                | 1                | 0,333            | 38               | 110              |
| Chicago Cardinals   | 1                | 9                | 1                | 0,100            | 52               | 101              |

### Play-offs
Das Championship Game fanden am 17. Dezember 1933 im Wrigley Field statt. Die Chicago Bears besiegten die New York Giants mit 23:21.